# Liste der Monuments historiques in Chevrières (Oise)
Die Liste der Monuments historiques in Chevrières (Oise) führt die Monuments historiques in der französischen Gemeinde Chevrières auf.

## Liste der Bauwerke
| Bezeichnung       | Beschreibung              | Standort | Kennzeichnung | Schutzstatus | Datum | Bild           |
| ----------------- | ------------------------- | -------- | ------------- | ------------ | ----- | -------------- |
| Kirche St-Georges | Erbaut im 16. Jahrhundert | (Lage)   | PA00114589    | Classé       | 1920  | weitere Bilder |

## Liste der Objekte

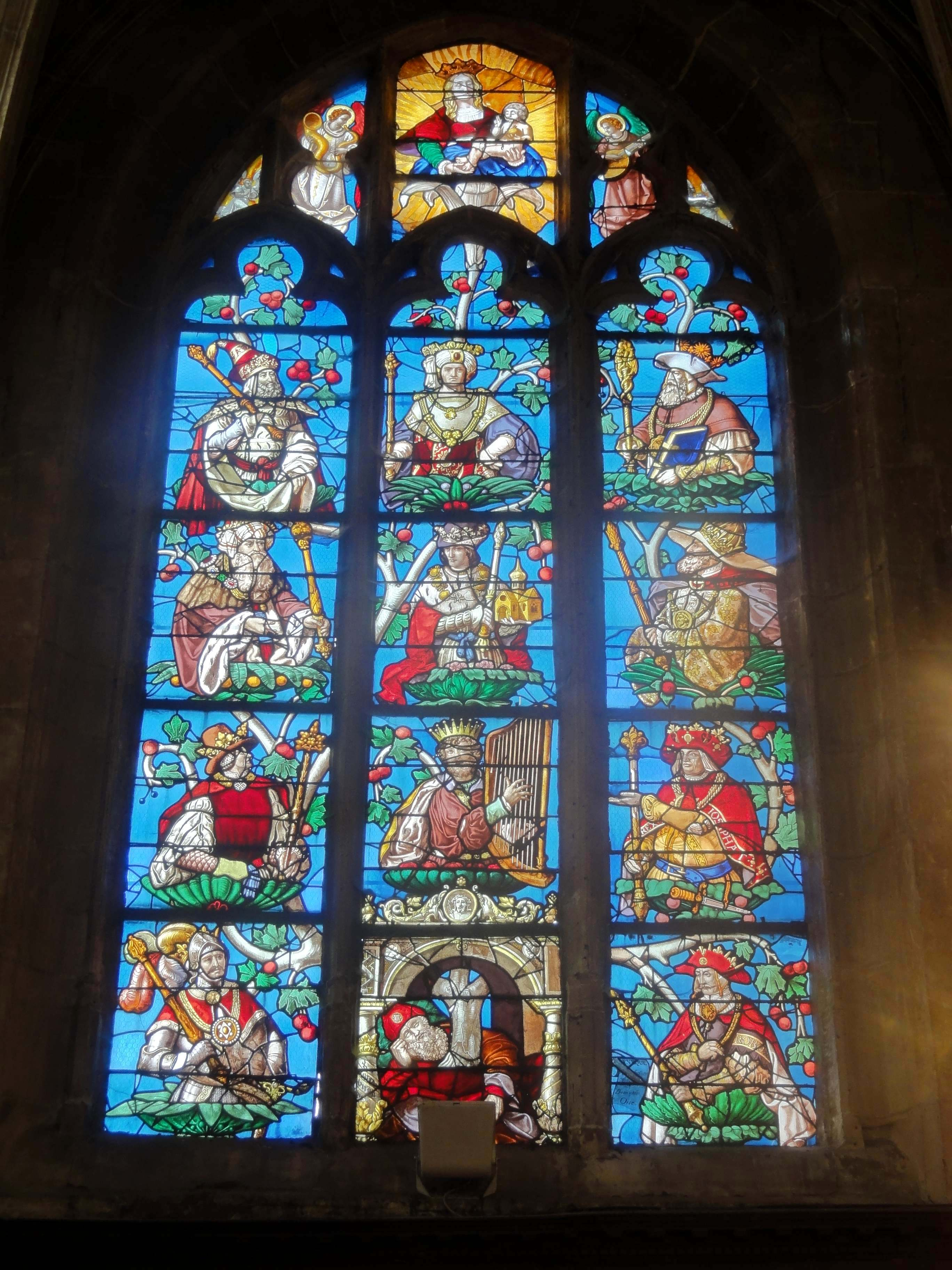
Bleiglasfenster Nr. 4 in der Kirche St-Georges mit der Darstellung des Jessebaums (19. Jahrhundert)

- Monuments historiques (Objekte) in Chevrières (Oise) in der Base Palissy des französischen Kultusministeriums